# Paramarkeyita
La paramarkeyita és un mineral de la classe dels carbonats que pertany al grup de la markeyita.

## Característiques
La paramarkeyita és un carbonat de fórmula química Ca₂(UO₂)(CO₃)₃·5H₂O. Va ser aprovada com a espècie vàlida per l'Associació Mineralògica Internacional l'any 2021, sent publicada l'any 2022. Cristal·litza en el sistema monoclínic. La seva duresa a l'escala de Mohs és 2,5.
Les mostres que van servir per a determinar l'espècie, el que es coneix com a material tipus, es troben conservades a les col·leccions mineralògiques del Museu d'Història Natural del Comtat de Los Angeles, a Los Angeles (Califòrnia) amb el número de catàleg: 67487 i 67488.

## Formació i jaciments
Va ser descoberta a la mina Markey, situada dins el districte miner de Red Canyon, al comtat de San Juan (Utah, Estats Units), l'únic indret de tot el planeta on ha estat descrita aquesta espècie mineral.